# Martin Günter
Martin Günter (født 14. januar 1943 i København) er en dansk jurist og politiker, gift med cand. jur. Hellen Hedemann.

## Uddannelse
Han voksede op på Vesterbro som søn af en enlig far, mekaniker Johan Martin Günter, og kom i 1955 på Det Kongelige Opfostringshus i Hellebæk, hvor han bl.a. havde Troels Kløvedal som kammerat, og hvorfra han tog afgang 1959. Dernæst blev han student fra Birkerød Statsskole 1962 og studerede filosofi ved Københavns Universitet (eksamener i etik og psykologi) 1964-71. Han var aftenhøjskolelærer 1967-80, arbejdede i antikvarboghandel 1976-84 og blev cand. jur. fra Københavns Universitet 1991. Han har været gæsteforelæser i offentlig forvaltning ved Københavns Universitet 1997-98 og har været formand for de filosofistuderendes fagråd ved universitetet og for Københavns  Kommunes Aftenhøjskoles Lærerforening.

## Politisk karriere
Günter sad i 1986-2001 i Københavns Borgerrepræsentation, hvor han repræsenterede SF og var formand for Borgerrepræsentationen 1990-1993. Han har i den forbindelse haft en lang række tillidshverv.
Siden 22. januar 2002 har han været gift med partifællen Hellen Hedemann.